# Marlene Borst Hansen
Marlene Borst Hansen (tidligere Marlene B. Lorentzen) er en dansk politiker. Fra Folketingsvalget 2011 til valget i 2015 har hun været medlem af Folketinget for Det Radikale Venstre.

## Baggrund
Marlene Borst Hansen blev født 3. august 1974 i Kolding som datter af projektchef Kurt Borst Hansen og børnehaveklasseleder Ellen Elisabeth Hansen.
Hun har en uddannelse som bankassistent fra Danske Bank hvor hun var fra 1995 til 1997. Hun tog derefter en uddannelse som folkeskolelærer fra Haderslev Statsseminarium mellem 1997 til 2001.
Borst Hansen var folkeskolelærer på Bramdrup Skole, Kolding, fra 2001 til 2010, hvorefter hun var på Lyshøjskolen, også i Kolding, frem til 2011.
Hun er gift med Michel Steen-Hansen.
Hun har tre børn.

## Politiske karriere
Ved Kommunalvalget 2005 blev Borst Hansen valgt til Kolding Byråd med 358 personlige stemmer.
I byrådet var hun formand for Kulturudvalget og Uddannelsesudvalget.
Ved Kommunalvalget 2009 blev hun genvalgt med 1078 personlige stemmer.
Borst Hansen har været folketingskandidat for Det Radikale Venstre siden 2009.
Ved Folketingsvalget 2011 blev hun valgt ind i Sydjyllands Storkreds.
I Folketinget har hun været sundhedsordfører, psykiatriordfører, kulturordfører, kirkeordfører, idrætsordfører og indfødsretsordfører.
Hun havde barselsorlov fra Folketinget i 2012 fra marts til november, hvor Hans Vestager overtog hendes plads.
Da hun kom tilbage fik hun opgaverne som kulturordfører og handicapordfører igen og derudover opgaverne som ligestillings- og kommunalordfører.
Hun blev gruppesekretær for partiets folketingsgruppe i sommeren 2014, da Christian Friis Bach udtrådte af Folketinget.

## Tilbagetræden
Den 6. november 2015 meddelte Borst Hansen, at hun træder tilbage som folketingskandidat i Kolding og Haderslev. Dermed sluttede 10 år som politiker. Først i Kolding byråd og derefter i Folketinget.